# IC 3325
IC 3325 је спирална галаксија у сазвјежђу Береникина коса која се налази на листи објеката дубоког неба у Индекс каталогу.
Деклинација објекта је + 23° 53' 45" а ректасцензија 12h 25m 51,4s. Привидна величина (магнитуда) објекта IC 3325 износи 15,7 а фотографска магнитуда 16,5.